# Ozero Afanasjevskoje
Ozero Afanasjevskoje (ryska: Озеро Афанасьевское) är en sjö i Belarus.   Den ligger i voblasten Vitsebsks voblast, i den nordöstra delen av landet, 230 km öster om huvudstaden Minsk. Ozero Afanasjevskoje ligger 165 meter över havet. Arean är 0,18 kvadratkilometer. Den sträcker sig 0,6 kilometer i nord-sydlig riktning, och 0,7 kilometer i öst-västlig riktning.
Omgivningarna runt Ozero Afanasjevskoje är en mosaik av jordbruksmark och naturlig växtlighet. Runt Ozero Afanasjevskoje är det glesbefolkat, med 17 invånare per kvadratkilometer.